# 马米特
马米特（Mamit），是印度米佐拉姆邦马米特县的一个城镇。总人口5261（2001年）。

## 人口
该地2001年总人口5261人，其中男性2826人，女性2435人；0—6岁人口775人，其中男438人，女337人；识字率82.25%，其中男性为81.49%，女性为83.12%。